# Werner G. Jeanrond

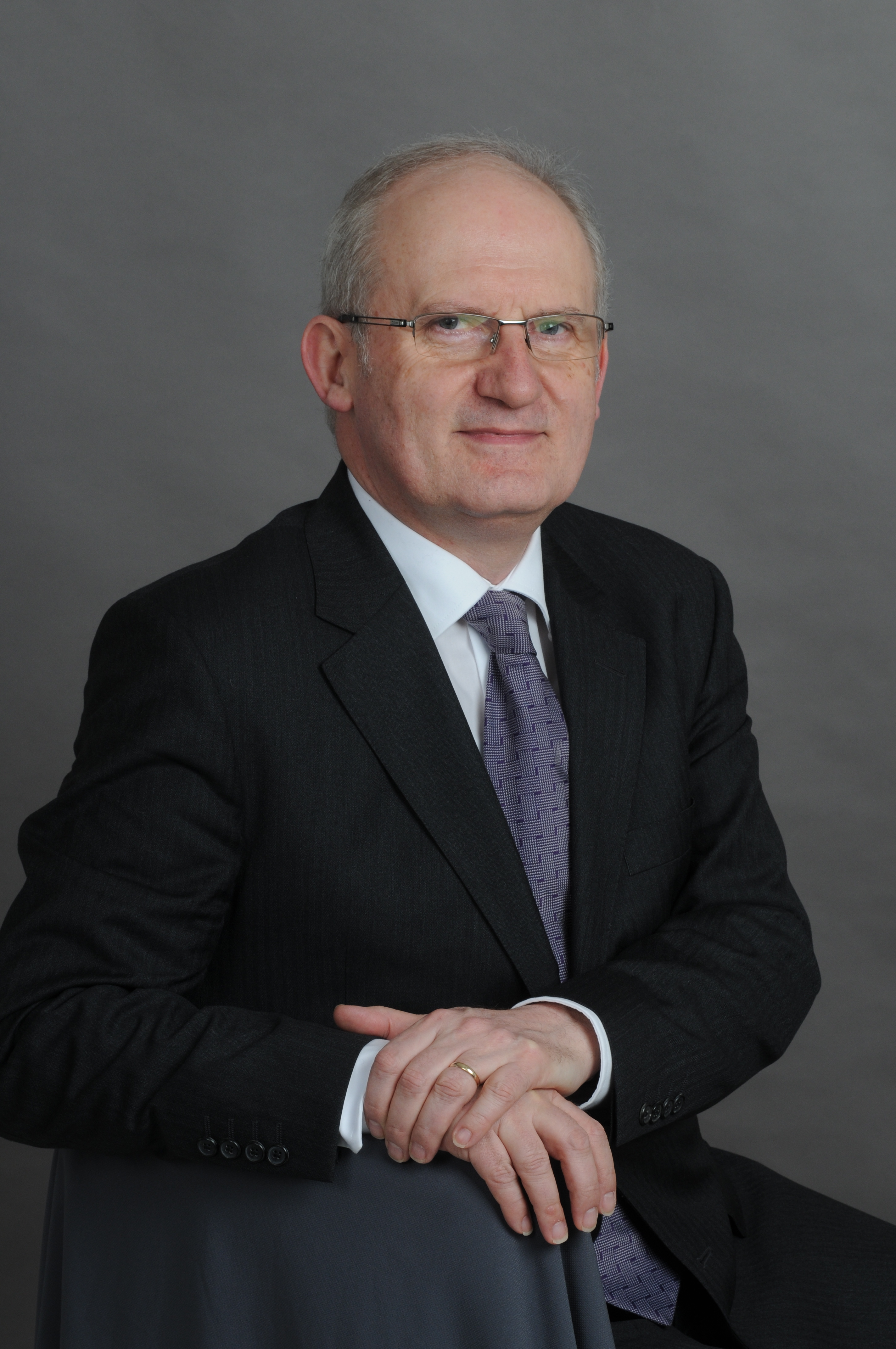
Werner G. Jeanrond

Werner Günter Jeanrond (* 2. März 1955 in Saarbrücken) ist ein deutscher römisch-katholischer Theologe und  ist Professor für Systematische Theologie mit besonderer Verantwortung für Dogmatik an der Universität Oslo.

## Leben
Jeanrond studierte römisch-katholische Theologie an den Universitäten Regensburg und Saarbrücken. 1984 erhielt er seinen PhD an der University of Chicago Divinity School. Von 1981 bis 1994 war er an der Schule für biblische und theologische Studien an Trinity College Dublin in Irland tätig. Von 1995 bis 2007 war Jeanrond Professor für Systematische Theologie und Dekan der Fakultät für Theologie an der Universität Lund in Schweden. Zwischen 2008 und 2012 war Jeanrond an der Universität Glasgow als ordentlicher Professor der Theologie (1640 Chair of Divinity) tätig. Zu seinen Lehrschwerpunkten gehörten Systematische Theologie, Christologie, Ekklesiologie, politische Theologie, Hermeneutik und Ethik. Im Anschluss an diese Tätigkeit, zwischen 2012 und 2018, berief ihn die University of Oxford als Master an die benediktinische St Benet’s Hall. Er war auch ein vollwertiges Mitglied der Fakultät für Theologie und Religion an der University of Oxford. Neben seinen Lehrschwerpunkten, die er bereits an der Universität Glasgow unterrichtete, betreute er auch Studierende im Fach deutsche Literatur. Danach war er bis 2022 ordentlicher Professor für Systematische Theologie mit besonderer Verantwortung für Dogmatik an der Universität Oslo. Er ist der erste katholische Theologe, der diesen Posten an der traditionell lutherischen Theologischen Fakultät der Universität innehatte.
Jeanrond wird dem progressiven katholischen Flügel zugerechnet. Er engagiert sich für die Gleichberechtigung von Frauen in Kirche und Gesellschaft. Seit seiner Amtseinführung setzt er sich für die Zulassung von Studentinnen in St Benet’s Hall ein. Jeanronds schwedische Frau ist evangelisch.

## Schriften (Auswahl)
- Kyrkans framtid (= Teologiska reflexioner. Bd. 3). Arcus, Lund 2012.
- A Theology of Love. Continuum, London 2009.
- Der christliche Gottesglaube und die Erneuerung der Kirche. In: Ferdinand R. Prostmeier und Knut Wenzel (Hrsg.): Zukunft der Kirche – Kirche der Zukunft: Bestandsaufnahmen – Modelle – Perspektiven. Pustet, Regensburg 2004.
- Gudstro (= Teologiska reflexioner. Bd. 2). Arcus, Lund 2001.
- Gott: Erfahrung und Geheimnis. Matthias-Grünewald-Verlag, Mainz 2001.
- Im Feuer des Dornbuschs. Matthias-Grünewald-Verlag, Mainz 1999.
- Guds närvaro (= Teologiska reflexioner. Bd. 1). Arcus, Lund 1998.
- Für wen haltet ihr mich? Matthias-Grünewald-Verlag, Mainz 1997.
- Call and Response: The Challenge of Christian Life. Gill and Macmillan/Continuum, Dublin/New York 1995.
- Theological Hermeneutics: Development and Significance. Studies in Literature and Religion Macmillan, London 1991.
- Text und Interpretation als Kategorien theologischen Denkens (= Hermeneutische Untersuchungen zur Theologie. Bd. 23). Mohr (Siebeck), Tübingen 1986.